# Kleneč
Obec Kleneč se nachází v okrese Litoměřice v Ústeckém kraji. Žije v ní 596 obyvatel.

## Historie
První písemná zmínka o obci pochází z roku 1400. Ves patřila od prvopočátku k roudnickému panství.
Podle pověsti jde o první českou obec založenou praotcem Čechem a pojmenovanou podle jeho syna Kleně. Podle Kroniky české Václava Hájka z Libočan se tak stalo roku 649.
Od roku 1929 je v obci vedena pamětní kronika, kterou založil řídící učitel Václav Chvapil a je podepsána tehdejším starostou panem Slabihoudkem. Největší počet obyvatel byl asi v roce 1911, kdy v 94 domech žilo 668 obyvatel. V roce 2002 je v obci 190 rodinných domů a 402 obyvatel. Elektrofikace obce byla provedena v roce 1945. V celé obci rozveden zemní plyn, vodovod, kanalizace.
V Klenči se nachází pila a briketárna, kterou od roku 1991 provozoval Jannis Mesochoridis. V březnu 2009 ji koupila Římskokatolická farnost Trmice, kterou neúspěšné podnikání již v červenci 2010 přivedlo do insolvenčního řízení a stala se tak první zkrachovalou farností v Česku.[zdroj⁠?!]

## Obyvatelstvo
|           | 1869 | 1880 | 1890 | 1900 | 1910 | 1921 | 1930 | 1950 | 1961 | 1970 | 1980 | 1991 | 2001 | 2011 |
| --------- | ---- | ---- | ---- | ---- | ---- | ---- | ---- | ---- | ---- | ---- | ---- | ---- | ---- | ---- |
| Obyvatelé | 297  | 443  | 434  | 466  | 669  | 629  | 650  | 527  | 546  | 475  | 464  | 405  | 398  | 478  |
| Domy      | 60   | 69   | 68   | 79   | 92   | 103  | 127  | 149  | 143  | 140  | 142  | 171  | 181  | 198  |

## Pamětihodnosti
- Národní přírodní památka Kleneč